# Grimelda de Hongrie
Grimelda de Hongrie   est une princesse hongroise et une dogaresse de Venise par son mariage avec le doge Ottone Orseolo (r.1009-1026). 
Elle est la fille de grand-prince Géza et de la princesse Sarolt. Elle est la sœur de Judith de Hongrie, reine de Pologne, et du roi Étienne Ier de Hongrie.
Les enfants d'Ottone et Grimelda sont Pierre le Vénitien, qui succède à son oncle sur le trône de Hongrie, et Frozza Orseolo, épouse du margrave Adalbert d'Autriche. Grimelda suit son époux à Constantinople après sa déposition.